# Rethhausen
Rethhausen ist ein Wohnplatz im Ortsteil Wolterslage in der Ortschaft Königsmark der kreisangehörigen Hansestadt Osterburg (Altmark) im Landkreis Stendal in Sachsen-Anhalt.

## Geografie
Rethhausen oder Rethausen, ein Marschhufendorf, liegt am Wolterslager Straßengraben, etwa drei Kilometer nördlich von Königsmark und etwa 7 Kilometer nordöstlich von Osterburg im Landschaftsschutzgebiet Altmärkische Wische, einem Niederungsgebiet zwischen den Flüssen Elbe und Biese.
Nachbarorte sind Blankensee im Westen, Wolterslage im Südosten, Königsmark im Süden, sowie Wenddorf und Meseberg im Südwesten.

## Geschichte

### Mittelalter bis Neuzeit
Im Jahre 1518 wurde der Ort als tho Rethusen erwähnt, die von Jagow hatten Rechte über das Dorf und eine Erbwische. 1687 hieß der Ort Rehthausen  und bis 1697 gehörte den von Bismarck dort ein Bauernhof, den sie 1697 an das Rittergut Neukirchen an die von Grävenitz vertauschten. 1842 heißt das Dorf Rethhausen und 1804 Rethausen.
Die häufigste Schreibweise ist heute Rethhausen, wobei auch noch Rethausen üblich ist, auf der Top50-CD von 2003 finden sogar sich beide Schreibweisen.

### Herkunft des Ortsnamens
„Reth“ ist ein Eigenname, abgeleitet von „rado“, „reth“ für „der Rat“ oder „hrad“ für „berühmt“.

### Eingemeindungen
Ursprünglich gehörte das Dorf Rethhausen zum Seehausenschen Kreis der Mark Brandenburg in der Altmark. Zwischen 1807 und 1813 lag es im Stadtkanton Osterburg auf dem Territorium des napoleonischen Königreichs Westphalen. Nach weiteren Änderungen gehörte die Gemeinde ab 1816 zum Kreis Osterburg, dem späteren Landkreis Osterburg.
Am 1. April 1936 wurden die Gemeinden Rethhausen und Blankensee aus dem Landkreis Osterburg in die Gemeinde Wolterslage eingegliedert. Rethhausen und Blankensee werden seitdem als Wohnplätze von Wolterslage geführt. Am 25. Juli 1952 wurde die Gemeinde Wolterslage aus dem Landkreis Osterburg in den Kreis Osterburg umgegliedert. Am 1. Januar 1974 wurde die Gemeinde Wolterslage in die Gemeinde Königsmark eingemeindet.
Am 1. Juli 2009 erfolgte der Zusammenschluss der Gemeinde Königsmark mit anderen Gemeinden zur neuen Einheitsgemeinde Hansestadt Osterburg (Altmark). Der Ortsteil Wolterslage mit den Wohnplätzen Rethhausen und Blankensee kam dadurch zur neuen Ortschaft Königsmark und zur Hansestadt Osterburg (Altmark).

### Einwohnerentwicklung
| Jahr | Einwohner |
| ---- | --------- |
| 1734 | 54        |
| 1775 | 57        |
| 1789 | 42        |
| 1798 | 69        |

| Jahr | Einwohner |
| ---- | --------- |
| 1801 | 59        |
| 1818 | 42        |
| 1840 | 55        |
| 1864 | 67        |

| Jahr | Einwohner |
| ---- | --------- |
| 1871 | 67        |
| 1885 | 64        |
| 1892 | [00]54    |
| 1895 | 69        |

| Jahr | Einwohner |
| ---- | --------- |
| 1900 | [00]50    |
| 1905 | 43        |
| 1910 | [00]42    |
| 1925 | 59        |

Quelle wenn nicht angegeben:

## Religion
Die evangelischen Christen aus Rethhausen sind in die Kirchengemeinde Wolterslage eingepfarrt, früher zur Pfarrei Königsmark bei Osterburg in der Altmark gehörte. Die Kirchengemeinde Wolterslage wird heute betreut vom Pfarrbereich Königsmark im Kirchenkreis Stendal im Bischofssprengel Magdeburg der Evangelischen Kirche in Mitteldeutschland.

## Kultur und Sehenswürdigkeiten
Der Bauernhof Lindenstraße 38 steht unter Denkmalschutz.